# Iceland International 1999
Die Iceland International 1999 im Badminton fanden vom 11. bis zum 14. November 1999 in Reykjavík statt.

## Sieger und Platzierte
| Disziplin    | Gold                                    | Silber                         | Bronze                                   |
| ------------ | --------------------------------------- | ------------------------------ | ---------------------------------------- |
| Herreneinzel | Rasmus Wengberg                         | Bertrand Gallet                | Michael Edge                             |
| Herreneinzel | Rasmus Wengberg                         | Bertrand Gallet                | Sveinn Sölvason                          |
| Dameneinzel  | Karolina Ericsson                       | Markéta Koudelková             | Sandra Dimbour                           |
| Dameneinzel  | Karolina Ericsson                       | Markéta Koudelková             | Sara Jónsdóttir                          |
| Herrendoppel | Henrik Andersson Fredrik Bergström      | Manuel Dubrulle Vincent Laigle | Morten Bundgaard Rémy Matthey de l’Etang |
| Herrendoppel | Henrik Andersson Fredrik Bergström      | Manuel Dubrulle Vincent Laigle | José Antonio Crespo Sergio Llopis        |
| Damendoppel  | Vigdís Ásgeirsdóttir Drífa Harðardóttir | Judith Baumeyer Santi Wibowo   | Elsa Nielsen Brynja Pétursdóttir         |
| Damendoppel  | Vigdís Ásgeirsdóttir Drífa Harðardóttir | Judith Baumeyer Santi Wibowo   | Elizabeth Cann Elaine Kiely              |
| Mixed        | Fredrik Bergström Jenny Karlsson        | Henrik Andersson Anna Lundin   | Orri Orn Arnason Ragna Ingólfsdóttir     |
| Mixed        | Fredrik Bergström Jenny Karlsson        | Henrik Andersson Anna Lundin   | Elaine Kiely Donal O’Halloran            |

## Ergebnisse

### Herreneinzel
- Rasmus Wengberg –  Thomas Wapp: 15-0 / 15-13
- Njörður Ludvigsson –  Ástvaldur Heiðarsson: 15-2 / 15-7
- Andrew Dabeka –  José Antonio Crespo: 15-7 / 15-0
- Tómas Viborg –  Ingolfur Ingolfsson: 15-1 / 15-3
- Ville Kinnunen –  Arturo Ruiz: 15-5 / 15-2
- Jean-Frédéric Massias –  Þorsteinn Páll Hængsson: 15-6 / 15-1
- Michael Edge –  Rémy Matthey de l’Etang: 15-11 / 15-12
- Skuli Sigurdsson –  Orri Orn Arnason: 8-15 / 15-11 / 15-8
- Sveinn Sölvason –  Helgi Jóhannesson: 15-12 / 15-5
- Guðmundur Adolfsson –  Reynir Gudmundsson: 15-3 / 15-2
- Conrad Hückstädt –  Indridi Bjornsson: 15-3 / 15-3
- Egidijus Jankauskas –  Haraldur Gudmundsson: 15-8 / 15-7
- Sergio Llopis –  Magnús Ingi Helgason: 15-9 / 11-15 / 15-6
- Morten Bundgaard –  Tryggvi Nielsen: 15-12 / 15-10
- Bertrand Gallet –  Matthew Hughes: 15-13 / 15-5
- Jim Ronny Andersen –  Broddi Kristjánsson: w.o.
- Rasmus Wengberg –  Njörður Ludvigsson: 15-1 / 15-4
- Tómas Viborg –  Andrew Dabeka: 12-15 / 15-8 / 15-8
- Ville Kinnunen –  Jim Ronny Andersen: 15-11 / 9-15 / 15-9
- Michael Edge –  Jean-Frédéric Massias: 15-5 / 15-11
- Sveinn Sölvason –  Skuli Sigurdsson: 15-3 / 15-0
- Conrad Hückstädt –  Guðmundur Adolfsson: 15-8 / 15-4
- Sergio Llopis –  Egidijus Jankauskas: 15-6 / 15-4
- Bertrand Gallet –  Morten Bundgaard: 15-13 / 15-5
- Rasmus Wengberg –  Tómas Viborg: 15-6 / 15-3
- Michael Edge –  Ville Kinnunen: 5-15 / 15-8 / 15-6
- Sveinn Sölvason –  Conrad Hückstädt: 3-15 / 15-8 / 15-8
- Bertrand Gallet –  Sergio Llopis: 15-5 / 15-11
- Rasmus Wengberg –  Michael Edge: 15-6 / 15-3
- Bertrand Gallet –  Sveinn Sölvason: 15-1 / 15-2
- Rasmus Wengberg –  Bertrand Gallet: 10-15 / 15-6 / 15-4

### Dameneinzel
- Dolores Marco –  Judith Baumeyer: 11-7 / 12-13 / 11-7
- Elizabeth Cann –  Olof Olafsdottir: 11-1 / 11-0
- Ragna Ingólfsdóttir –  Drífa Harðardóttir: 11-0 / 13-10
- Vigdís Ásgeirsdóttir –  Katrín Atladóttir: 11-1 / 11-5
- Elsa Nielsen –  Tatiana Vattier: 11-9 / 11-8
- Áslaug Jónsdóttir –  Mercedes Cuenca: w.o.
- Sandra Dimbour –  Oddny Hrobjartsdottir: 11-1 / 11-2
- Brynja Pétursdóttir –  Dolores Marco: 6-11 / 11-5 / 11-6
- Markéta Koudelková –  Elizabeth Cann: 11-4 / 11-7
- Ragna Ingólfsdóttir –  Keelin Fox: 11-5 / 11-4
- Sara Jónsdóttir –  Vigdís Ásgeirsdóttir: 11-9 / 11-9
- Sonya McGinn –  Áslaug Jónsdóttir: 11-3 / 11-0
- Elsa Nielsen –  Anna Lilja Sigurdardottir: 11-1 / 11-3
- Karolina Ericsson –  Santi Wibowo: 11-2 / 11-0
- Sandra Dimbour –  Brynja Pétursdóttir: 11-2 / 11-2
- Markéta Koudelková –  Ragna Ingólfsdóttir: 7-11 / 11-6 / 11-5
- Sara Jónsdóttir –  Sonya McGinn: 5-11 / 11-3 / 11-8
- Karolina Ericsson –  Elsa Nielsen: 11-2 / 11-1
- Markéta Koudelková –  Sandra Dimbour: 11-1 / 11-5
- Karolina Ericsson –  Sara Jónsdóttir: 11-1 / 11-2
- Karolina Ericsson –  Markéta Koudelková: 8-11 / 11-5 / 13-10

### Herrendoppel
- Chris Davies /  Matthew Hughes –  Þorsteinn Páll Hængsson /  Magnús Ingi Helgason: 15-4 / 15-8
- Morten Bundgaard /  Rémy Matthey de l’Etang –  David Thor Gudmundsson /  Helgi Jóhannesson: 15-1 / 15-5
- José Antonio Crespo /  Sergio Llopis –  Orri Orn Arnason /  Njörður Ludvigsson: 15-10 / 15-10
- Bruce Topping /  Mark Topping –  Reynir Gudmundsson /  Egidijus Jankauskas: 15-8 / 15-3
- Ástvaldur Heiðarsson /  Skuli Sigurdsson –  David Thor Gudmundsson /  Ingolfur Ingolfsson: 15-4 / 15-13
- Manuel Dubrulle /  Vincent Laigle –  Chris Davies /  Matthew Hughes: 15-10 / 15-6
- Morten Bundgaard /  Rémy Matthey de l’Etang –  Broddi Kristjánsson /  Tryggvi Nielsen: 15-3 / 17-14
- José Antonio Crespo /  Sergio Llopis –  Bruce Topping /  Mark Topping: 15-10 / 15-10
- Henrik Andersson /  Fredrik Bergström –  Ástvaldur Heiðarsson /  Skuli Sigurdsson: 15-4 / 15-5
- Manuel Dubrulle /  Vincent Laigle –  Morten Bundgaard /  Rémy Matthey de l’Etang: 15-11 / 15-5
- Henrik Andersson /  Fredrik Bergström –  José Antonio Crespo /  Sergio Llopis: 15-4 / 15-5
- Henrik Andersson /  Fredrik Bergström –  Manuel Dubrulle /  Vincent Laigle: 15-6 / 15-13

### Damendoppel
- Elsa Nielsen /  Brynja Pétursdóttir –  Aslaug Hinriksdottir /  Olof Olafsdottir: 15-0 / 15-4
- Katrín Atladóttir /  Sara Jónsdóttir –  Áslaug Jónsdóttir /  Anna Lilja Sigurdardottir: 15-5 / 15-11
- Judith Baumeyer /  Santi Wibowo –  Oddny Hrobjartsdottir /  Ragna Ingólfsdóttir: 15-7 / 15-5
- Elsa Nielsen /  Brynja Pétursdóttir –  Jenny Karlsson /  Anna Lundin: 7-15 / 17-14 / 15-8
- Elizabeth Cann /  Elaine Kiely –  Katrín Atladóttir /  Sara Jónsdóttir: 15-13 / 15-5
- Vigdís Ásgeirsdóttir /  Drífa Harðardóttir –  Keelin Fox /  Sonya McGinn: 15-2 / 15-8
- Judith Baumeyer /  Santi Wibowo –  Elsa Nielsen /  Brynja Pétursdóttir: 15-13 / 15-13
- Vigdís Ásgeirsdóttir /  Drífa Harðardóttir –  Elizabeth Cann /  Elaine Kiely: 15-3 / 15-7
- Vigdís Ásgeirsdóttir /  Drífa Harðardóttir –  Judith Baumeyer /  Santi Wibowo: 15-5 / 9-15 / 15-4

### Mixed
- Tryggvi Nielsen /  Drífa Harðardóttir –  Haraldur Gudmundsson /  Markéta Koudelková: 15-12 / 10-15 / 15-8
- Þorsteinn Páll Hængsson /  Katrín Atladóttir –  Ástvaldur Heiðarsson /  Anna Lilja Sigurdardottir: 15-12 / 15-17 / 15-11
- Orri Orn Arnason /  Ragna Ingólfsdóttir –  Skuli Sigurdsson /  Aslaug Hinriksdottir: 15-9 / 15-11
- Henrik Andersson /  Anna Lundin –  Indridi Bjornsson /  Olof Olafsdottir: 15-4 / 15-0
- Broddi Kristjánsson /  Vigdís Ásgeirsdóttir –  Helgi Jóhannesson /  Oddny Hrobjartsdottir: 17-14 / 15-13
- Donal O’Halloran /  Elaine Kiely –  Magnús Ingi Helgason /  Sara Jónsdóttir: 15-10 / 15-10
- José Antonio Crespo /  Dolores Marco –  Njörður Ludvigsson /  Elsa Nielsen: 15-4 / 15-7
- Fredrik Bergström /  Jenny Karlsson –  Tryggvi Nielsen /  Drífa Harðardóttir: 15-6 / 15-4
- Orri Orn Arnason /  Ragna Ingólfsdóttir –  Þorsteinn Páll Hængsson /  Katrín Atladóttir: 15-8 / 17-16
- Henrik Andersson /  Anna Lundin –  Broddi Kristjánsson /  Vigdís Ásgeirsdóttir: 15-7 / 6-15 / 15-9
- Donal O’Halloran /  Elaine Kiely –  José Antonio Crespo /  Dolores Marco: 15-9 / 15-12
- Fredrik Bergström /  Jenny Karlsson –  Orri Orn Arnason /  Ragna Ingólfsdóttir: 15-4 / 12-15 / 15-12
- Henrik Andersson /  Anna Lundin –  Donal O’Halloran /  Elaine Kiely: 15-7 / 15-4
- Fredrik Bergström /  Jenny Karlsson –  Henrik Andersson /  Anna Lundin: 15-0 / 15-7